# Biomedicínské inženýrství

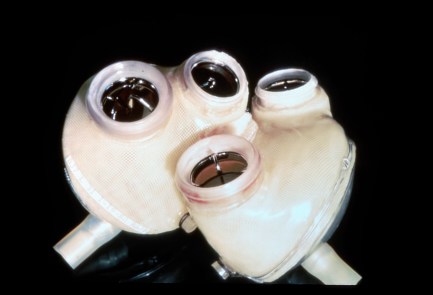
Umělé srdce JARVIK 7

Biomedicínské inženýrství představuje aplikaci inženýrských postupů v medicíně a biologii. Diagnosticky zaměřená část biomedicínského inženýrství využívá chemické a fyzikální principy inženýrských oborů k měření projevů biologických systémů, tyto informace zpracovává pro maximální výtěžnost diagnostických informací. Terapeutická část biomedicínského inženýrství pak využívá inženýrských postupů v konstrukci přístrojů nahrazujících či podporujících funkci orgánů a v konstrukci terapeutických přístrojů. Biomedicínské inženýrství má také přímou souvislost s biomechanikou.

## Profesní způsobilost v ČR
Podobně jako pro lékaře, jsou i pro nelékařské pracovníky zavedeny atestační obory. V ČR jsou tyto obory dva – biomedicínský technik (podmínkou je vyšší odborné nebo bakalářské vzdělání ve vybraných technických oborech) a biomedicínský inženýr (podmínkou je magisterské vzdělání ve vybraných technických oborech) a absolvování příslušného kurzu v rozsahu minimálně 20 ev. 18 dní. Po získání odborné způsobilosti biomedicínského technika, ev. inženýra, se může uchazeč přihlásit k atestační přípravě v jednotlivých oborech. Délka atestační přípravy je minimálně 2 roky.
Biomedicínský inženýr se může připravovat na atestaci ve specializačním oboru
- klinické inženýrství se zaměřením na analýzu a zpracování biosignálů
- klinické inženýrství se zaměřením na diagnostické zdravotnické přístroje
- klinické inženýrství se zaměřením na laboratorní zdravotnické přístroje
- klinické inženýrství se zaměřením na diagnostické zobrazovací zdravotnické přístroje
- klinické inženýrství se zaměřením na terapeutické zdravotnické přístroje
- klinické inženýrství se zaměřením na perfuziologii

Klinický technik ani klinický inženýr není oprávněn manipulovat s těmi částmi radiologických zařízení, které jsou zdrojem ionizujícího záření.
Konkrétní náplň vzdělávacích programů určuje nařízení vlády č. 463/2004 Sb., kterým se stanoví obory specializačního vzdělávání a označení odbornosti zdravotnických pracovníků se specializovanou způsobilostí, pravomoci pak zákon č. 96/2004 Sb. o podmínkách získávání a uznávání způsobilosti k výkonu nelékařských zdravotnických povolání a k výkonu činností souvisejících s poskytováním zdravotní péče a o změně některých souvisejících zákonů (zákon o nelékařských zdravotnických povoláních).